# William Hayman Cummings
William Hayman Cummings (Sidbury, 22 agosto 1831 – Londra, 5 giugno 1915) è stato un musicista, tenore e organista inglese presso l'Abbazia di Waltham.

## Biografia
Cummings nacque a Sidbury (vicino a Sidmouth) nel Devon. Studiò alla St Paul's Cathedral Choir School ed alla City of London School, diventando allievo del dottor E. J. Hopkins, J. W. Hobbs e Alberto Randegger e per molti anni fu un corista nella Cattedrale di San Paolo e nella Chiesa del Tempio.
Nel 1847, da adolescente, fu uno dei coristi quando Felix Mendelssohn diresse la prima esecuzione londinese del suo Elia all'Exeter Hall. Cummings cantò anche in numerosi festival e concerti in tutta la Gran Bretagna e fece due tournée negli Stati Uniti. La sua esibizione al Triennial Festival of the Handel e Haydn Society a Boston fu recensita dal Chicago Tribune del 15 maggio 1871 come segue:
Il tenore è inoltre un nuovo arrivato, giunto dall'Inghilterra per l'occasione, Mr. Wm. H. Cummings. È un gentiluomo di corporatura esile, alto circa un metro e ottanta, ha i capelli chiari, la fronte sfuggente, i baffi leggeri dall'aspetto di gentiluomo (ma non distinto) e se ne sta in piedi tranquillamente mentre canta. La sua voce tenorile è di buon volume e qualità ammirevole, come una tromba d'argento. L'intonazione è affidabile e la sua emissione dal tono piacevole. Le parole sono pronunciate nel miglior modo possibile, sia nei recitativi che nelle arie. Dubito che Mr. Cummings sia un grande cantante, eppure è uno dei tenori di oratorio migliori che abbia sentito. È del tutto privo di tremolo ed assurda affettazione.
Nel 1855 gli viene attribuito il merito di aver collegato la melodia di Mendelssohn alle parole di Charles Wesley "Hark! The Herald Angels Sing", che ora sono universalmente legate in modo indissolubile. Al Birmingham Triennial Musical Festival fu il tenore solista dell'ultimo minuto alla première di The Masque at Kenilworth (1866) di Arthur Sullivan, prendendo il posto di Mario (con solo mezz'ora di preavviso per prepararsi). Sempre al festival fu anche tenore solista per la prima della cantata sacra The Woman of Samaria (La donna di Samaria) di William Sterndale Bennett nel 1867.
Cummings fondò la Purcell Society nel 1876. Fu professore di canto alla Royal Academy of Music per 15 anni a partire dal 1879. Mantenne un punto di vista forte sul canto e pronunciò occasionali invettive, attaccando il "pernicioso vibrato". Ancora nel 1907 pronunciò un discorso su "La cultura della voce" in cui elogiò la messa di voce (che era ormai obsoleta) e, secondo il Derby Daily Telegraph del 4 gennaio 1907, sostenne:
un rimprovero schiacciante a coloro che si abbandonano a quello che è noto come il "tremolo". È, come diceva il Dottore, un'abitudine riprovevole. A parte il fatto che guasta la bellezza di molte belle voci, è, concordo, "un difetto molto angosciante per gli ascoltatori, che spesso ascoltano dubbiosi sulla precisa intonazione della nota che il cantante si sta sforzando di emettere".
In seguito divenne professore e poi preside della Guildhall School of Music. Uno dei suoi allievi più importanti della scuola era il direttore d'orchestra Bruce Carey. Ricevette un dottorato onorario in Musica presso l'Università di Dublino nel 1900 ed è stato nominato gentiluomo della Chapel Royal. Nel 1902 pubblicò una monografia sulle origini storiche di God Save the King.

## Incarichi
Tra gli altri incarichi di Cummings figurano:
- Professore, The Royal Normal College e Academy for the Blind
- Membro del Consiglio, Incorporated Society of Musicians
- Vicepresidente, Royal College of Organists
- Vicepresidente della Royal Musical Association
- On. Tesoriere, Royal Society of Musicians
- On. Tesoriere, Philharmonic Society
- Presidente, Incorporated Staff Sight Singing College

Cummings sposò Clara Anne Hobbs, figlia del suo insegnante, il noto cantante John William Hobbs (1799–1877).
Morì a Londra ed è sepolto nel West Norwood Cemetery, a sud di Londra.